# Mariinsko-Posadsky (huyện)
Huyện Mariinsko-Posadsky (tiếng Nga: ? райо́н) là một huyện hành chính tự quản (raion), của Chuvashia, Nga. Huyện có diện tích 686 km², dân số thời điểm ngày 1 tháng 1 năm 2000 là 28100 người. Trung tâm của huyện đóng ở Mariinsky-Posad.